# Tuna socken, Småland
Tuna socken i Småland ingick i Tunaläns härad (före 1885 även med del i Sevede härad), ingår sedan 1971 i Vimmerby kommun i Kalmar län och motsvarar från 2016 Tuna distrikt.
Socknens areal är 249,27 kvadratkilometer, varav land 231,09. År 2000 fanns här 850 invånare. Tätorten Tuna samt Tuna kyrkby med sockenkyrkan Tuna kyrka ligger i socknen. 

## Administrativ historik
Tuna socken har medeltida ursprung.
En del av Tuna socken, den så kallade "Tuna skate" omfattande 7 mantal: byarna Bröttle, Fjälster, Hällerum, Källeberg, Malmgrava, Näs, Odensvalehult och Östrahult, tillhörde judiciellt och administrativt till Sevede härad. Den sammanslogs i alla avseenden med den övriga socknen 1884.
Vid kommunreformen 1862 övergick socknens ansvar för de kyrkliga frågorna till Tuna församling och för de borgerliga frågorna till Tuna landskommun. Landskommunen uppgick 1971 i Vimmerby  kommun. 1972 överfördes från Tuna socken (församling) till Kristdala socken (församling): Grönlid, Hemsebo, Hökfors, Ishult, Juxtorp, Skålbonäs, Skälsebo, Slirshult, Syserum, Ytternäs. Området hade en areal på 74,8 kvadratkilometer, varav 68,0 land, och hade 236 invånare.
1 januari 2016 inrättades distriktet Tuna, med samma omfattning som församlingen hade 1999/2000.  
Socknen har tillhört samma fögderier och domsagor som Tunaläns härad. De indelta soldaterna tillhörde Smålands husarregemente, Södra Vedbo skvadron, Överstelöjtnantens kompani och Kalmar regemente Sevede kompani.

## Geografi
Tuna socken ligger norr om Oskarshamn och sydost om Vimmerby kring insjöarna Möckeln, Tunasjön och Gallsjön samt Tunaån. Socknen är kuperad skogsbygd med många småsjöar.
Det har funnits hela sju sätesgårdar i socknen: Tuna gård (säteri), Väderums säteri, Grönlids herrgård, Kulltorps säteri, Syserums säteri, Klemenstorps herrgård och Hökfors herrgård (överförd till Kristdala socken 1972).
I Fjälster fanns det förr ett gästgiveri.

## Fornlämningar
Kända från socknen är ett flertal gravrösen och domarringar från bronsåldern samt sex gravfält från järnåldern. Tre fornborgar finns här också.

## Befolkningsutveckling
Befolkningen ökade från 1 968 1810 till 3 146 1880 varefter den med någon variation minskade stadigt till 796 1990.

## Namnet
Namnet (1322 Tuna) kommer från godset vid kyrkan. Namnet tuna menar 'inhägnad, gärdesgård'.